# Zulma Faiad
Zulma Faiad, née le 21 février 1944 à Buenos Aires, est une meneuse de revue puis une actrice argentine. Elle a commencé sa carrière au milieu des années soixante en travaillant comme mannequin dans des publicités, puis comme actrice au théâtre, au cinéma et à la télévision,,.

## Filmographie partielle
- 1963 : Rata de puerto
- 1963 : Los que verán a Dios
- 1964 : Las mujeres los prefieren tontos ou Placeres conyugales
- 1965 : El perseguidor
- 1965 : Nacidos para cantar
- 1965 : Ritmo nuevo y vieja ola
- 1965 : Psique y sexo
- 1965 : Villa Delicia, playa de estacionamiento, música ambiental
- 1965 : Los ratones
- 1966 : La buena vida
- 1966 : Necesito una madre
- 1967 : La cigarra está que arde
- 1968 : La cama d'Emilio Gómez Muriel
- 1969 : Al rojo vivo
- 1969 : Amor libre
- 1969 : Espérame en Siberia vida mía
- 1969 : Modisto de señoras
- 1970 : Un amante anda suelto
- 1970 : Préstame a tu mujer
- 1970 : Chair de femmes pour chats affamés (La noche de los mil gatos) de René Cardona Jr.
- 1971 : Los corrompidos
- 1971 : Siete Evas para un Adán
- 1971 : El ídolo
- 1972 : Rosario
- 1972 : Disputas en la cama
- 1972 : En esta cama nadie duerme
- 1973 : Cumbia
- 1973 : El castillo de las momias de Guanajuato
- 1973 : La casa del amor
- 1974 : La flor de la mafia
- 1974 : El amor infiel
- 1974 : Las viboras cambian de piel
- 1979 : Las golfas del talón
- 1981 : La pulga en la oreja
- 1988 : Matrimonios... y algo más ´88
- 1991 : La risa está servida
- 2009 : La torre del tiempo
- 2019 : Rumbo al mar